# Tassadit Aïssou
Pour les articles homonymes, voir Tassadit.
Tassadit Aïssou, née le 19 juin 1989 à Sidi Aïch, Béjaïa, est une joueuse algérienne de volley-ball. Elle mesure 1,84 et joue centrale.

## Club
club actuel :  NRC Chlef
 club précédent :  ASW Béjaïa
 club précédent:  Seddouk Volley-ball Bejaia